# Andaeschna
Andaeschna (лат.) — род стрекоз семейства коромысловых (Aeshnidae).

## Описание
Стрекозы длиной тела от 66 до 78 мм. Лоб без Т-образного пятна. Грудь и брюшко в основном коричневой или кирпично-красной окраски без рисунка из полос и пятен. Крылья слегка желтоватые. У самцов анальный угол крыла закруглён. У самок 10-й стернит брюшка с небольшими зубчиками.
Характерной особенностью личинок является окраска сегментов брюшка. Верхняя сторона 5 и 8 сегментов темнее других, особенно по сравнению со светлыми 6 и 7 сегментами. Полосы на спинной стороне отсутствуют, хотя у других представителей семейства они имеются.

## Экология
Встречаются в горах на высоте от 800 до 2700 метров над уровнем моря. Личинки обитают в горных ручьях и малых реках. Имаго встречаются редко. Многие имеющиеся в коллекциях экземпляры выведены из личинок.

## Классификация
Род описан в 1994 году венесуэльским энтомологом Юргом Де Мармельсом. В состав рода включают пять видов.
- Andaeschna andresi (Rácenis, 1958)
- Andaeschna occidentalis Bota-Sierra, 2019
- Andaeschna rufipes Ris, 1918
- Andaeschna timotocuica De Marmels, 1994
- Andaeschna unicolor Martin, 1908

## Распространение
Обитают в  Южной Америке, в Венесуэле, Колумбии, Перу и Боливии и севере Аргентины.